# Eaux douces souterraines en mer

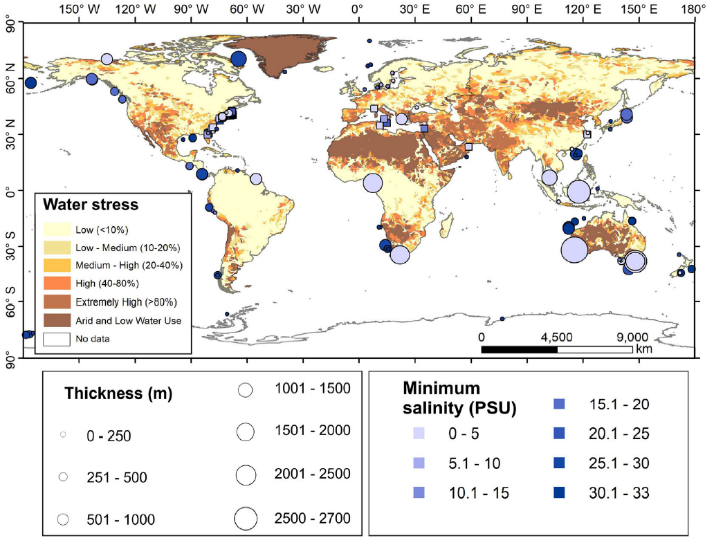
Fig. 1. Carte globale du stress hydrique et répartition du système des OFG, épaisseur et valeurs minimales de salinité. Les symboles carrés représentent une zone où l'épaisseur de l'OFG est inconnue

Les eaux douces souterraines en mer ou eaux douces offshore (OFG pour (en) Offshore Freshened Groundwater) sont des eaux qui contiennent une concentration totale de solides dissous (TDS pour Total Dissolved Solid) inférieure à celle de l'eau de mer et qui sont hébergées dans des sédiments poreux et des roches situés dans le sous-sol marin. Les systèmes d'eaux souterraines douces en mer ont été documentés partout dans le monde et ont un volume global estimé à environ 106 km3. L'étude des OFG est importante car elles pourraient représenter une source non conventionnelle d’eau potable pour la population humaine vivant près des côtes, en particulier dans les zones où les ressources en eaux souterraines sont rares ou confrontées à un stress.

## Éléments et processus
Les eaux souterraines douces en mer présentent généralement des valeurs de salinité inférieures à 33 PSU. Elles sont situées à une profondeur d'eau inférieures à 100 m et à moins de 55 km de la côte dans des aquifères siliciclastiques et carbonatiques le long de marges actives et passives. Les systèmes d'OFG sont généralement composés de plusieurs corps d'une épaisseur totale inférieure à 2 km (voir supra).
Voici une liste des principaux mécanismes de mise en place des systèmes d'OFG (du plus courant au moins courant) :
- La recharge météorique par la pluie qui peut être soit un événement paléo-météorique lors des basses eaux du niveau de la mer, soit une recharge météorique active via des connexions perméables entre les aquifères offshore et terrestres (voir infra)[1],[3],[4],[5],[6],[7].
- La diagenèse due à des processus d'altération post-sédimentaire conduisant à la libération d'eau douce et à son accumulation dans des sédiments marins profondément enfouis dans des conditions de pression et de température élevées[8],[9],[10].
- L'injection sous-glaciaire et proglaciaire telle que la fonte sous-glaciaire, les systèmes de drainage sous-glaciaires, l'inversion de la direction de l'écoulement des eaux souterraines par rapport aux modèles d'écoulement actuels[11],[12],[13],[14].
- La décomposition des hydrates de gaz résultant d'un changement de température ou de pression qui conduit à la libération d'eau interstitielle à faible salinité[15],[16],[17],[18].

Le contexte géologique est une condition majeure du développement des OFG : la majorité sont encaissés dans des matériaux siliciclastiques plus grossiers, avec des valeurs de porosité autour de 30 % à 60 %, contraints par un contraste de perméabilité (à dominante à sable à argile). Les gradients topographiques ont un impact majeur sur la mise en place des OFG, car l'écoulement induit par la topographie est l'un des mécanismes les plus importants contrôlant le rejet d'eau douce au large.

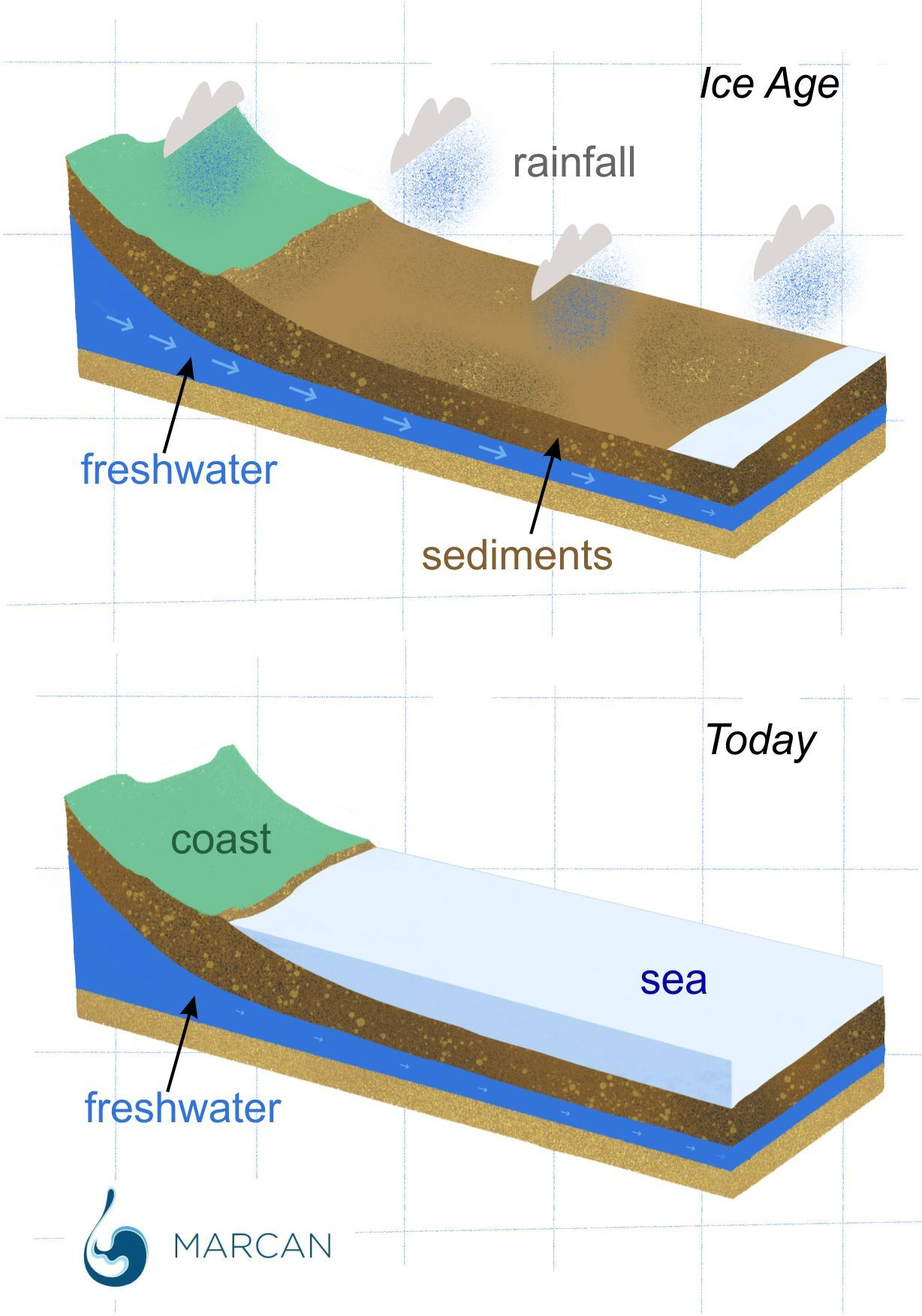
Fig. 2. Figure schématique montrant comment les eaux souterraines rafraîchies se sont déposées au large lorsque le fond marin était exposé à des niveaux inférieurs de la mer. Crédit : [https://www.marcan.eu/ projet MARCAN

## Études de gisements
Pour caractériser et évaluer les occurrences des eaux souterraines douces en mer, il existe différentes méthodes :
- Les méthodes de forage, de carottage et de diagraphie filaire permettent de caractériser à la fois les sédiments (la granulométrie et les propriétés hydrauliques, par exemple) et l'eau interstitielle via une analyse géochimique (la salinité et les concentrations de chlorures, par exemple). Les mesures de résistivité, de porosité, de densité, de vitesses soniques, de teneur en rayons gamma, de température et de débitmètre peuvent ensuite être déterminées via des mesures in situ.
- Les méthodes de sismique réflexion fournissent des contraintes indirectes sur les hétérogénéités contrôlant la distribution des OFG[19]. Les levés électromagnétiques (EM), généralement collectés à l'aide de systèmes électromagnétiques à source contrôlée (CSEM), sont utilisés pour distinguer les régions saturées d'eau salée (moins résistive) de celles contenant de l'eau souterraine douce (plus résistive) (voir infra)[20].
- Les approches de modélisation numérique peuvent conduire à quantifier la mise en place des OFG dans les environnements du plateau continental sur des échelles de temps géologiques[21],[22],[23],[24].

## Applications et potentiel de l’OFG
Les systèmes d'OFG font l’objet d’une attention croissante car ils peuvent être servir de sources non conventionnelles d’eau potable dans les zones côtières, où les ressources en eaux souterraines sont rapidement épuisées ou contaminées. Les zones de stress hydrique — défini comme le rapport entre les prélèvements totaux d'eau et les réserves d'eau de surface et souterraines renouvelables disponibles — accueillent 60 % de la population mondiale (voir supra). Le changement climatique, la croissance démographique rapide et l’urbanisation ont un impact négatif sur la disponibilité de l'eau, en particulier dans les communautés côtières. Par conséquent, l’eau souterraine douce en mer a été proposée comme source alternative pour atténuer le stress hydrique écologique et l’épuisement des eaux souterraines.

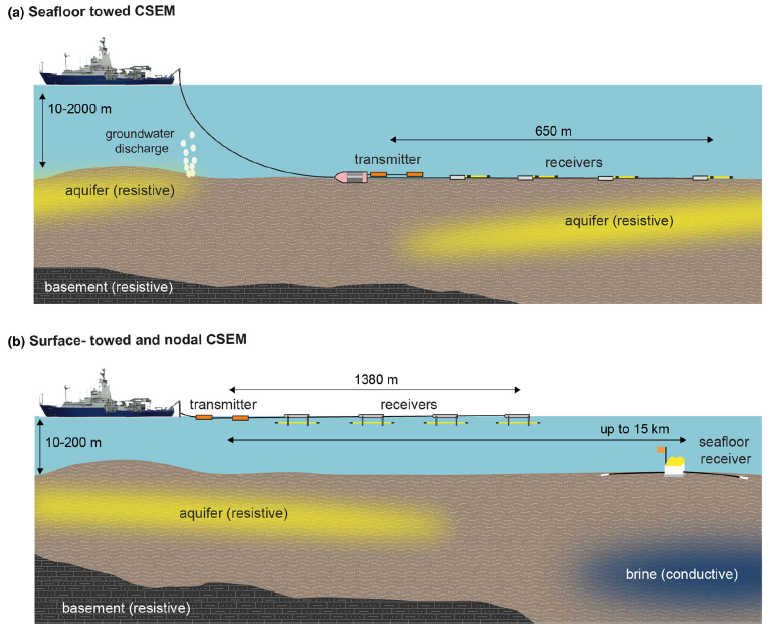
Fig. 3. Systèmes CSEM dans différentes configurations pouvant être utilisés pour cartographier l'OFG